# Matelica
Matelica (im regionalen Dialekt auch Materga) ist eine italienische Gemeinde (comune) mit 9081 Einwohnern (Stand 31. Dezember 2023) in der Provinz Macerata in den Marken. Die Gemeinde liegt etwa 36 Kilometer westlich von Macerata und etwa 54 Kilometer nordöstlich von Perugia am Esino, der nicht weit entfernt der Gemeinde seine Quelle hat. Matelica grenzt unmittelbar an die Provinz Ancona.

## Geschichte
Die Gründung der Stadt geht auf die Picener zurück, die sich hier niederließen. Besiedelt ist das Gebiet seit mehr als 4000 Jahren. Der Name der Stadt selbst ist vermutlich keltischen Ursprungs. Bei Plinius wird die Siedlung als Matilica Matilicatis erwähnt. Den Titel Città führt der Ort seit der Verleihung durch Papst Benedikt XIV. 1761.

## Wirtschaft und Verkehr
Matelica ist Sitz der veterinärmedizinischen Fakultät der Universität Camerino. Zugleich ist die Gemeinde Teil der Weinbauregion, aus der der Verdicchio (DOC) kommt.
Durch die Gemeinde führt die Strada Statale 256 Muccese von Muccia nach Fabriano. Daneben besteht ein Bahnhof an der Strecke von Civitanova Marche nach Fabriano.

## Gemeindepartnerschaft
Matelica unterhält eine Partnerschaft mit dem argentinischen Las Rosas im Departamento Belgrano.

## Persönlichkeiten

### Söhne und Töchter der Gemeinde
- Filippo Campanelli (1739–1795), Kardinal
- Gaudenzio Bonfigli (1831–1904), Erzbischof und Diplomat des Heiligen Stuhls
- Carlo Liberati (* 1937), emeritierter Prälat von Pompei
- Giovanni Mosciatti (* 1958), Bischof von Imola

### Mit Matelica verbunden
- Costantino de Lugano, Baumeister, baute mit Giovan Battista in Matelica die Paläste Piersanti und Ottoni und 1474 den Turm der Kathedrale.[2]
- Enrico Mattei (1906–1962), Manager von Eni, verbrachte seine Jugend in Matelica